# هری اندروز
هری اندروز (انگلیسی: Harry Andrews; زاده ۱۰ نوامبر ۱۹۱۱ – درگذشته ۶ مارس ۱۹۸۹) یک هنرپیشه اهل بریتانیا بود.

## گزیدهٔ نقش‌آفرینی‌ها
- مسیر خطر
- سوپرمن
- ستوران
- نیکلاس و الکساندرا
- ژان مقدس
- تپه
- اسکندر کبیر
- نبرد بریتانیا
- هلن
- مرگ بر روی نیل
- باراباس
- سلیمان و سبا
- موبی‌دیک
- طبقه حاکم
- رابطه مرگ‌آور
- نظام
- بازرس
- بلندی‌های بادگیر
- برک و هیر
- جک قاتل
- اس‌اواس. تایتانیک
- مسحور شده